# Peter Hermanus van der Wedden

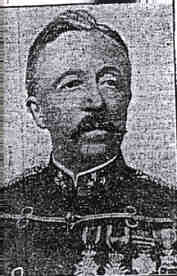
Peter Hermanus van der Wedden

Peter Hermanus van der Wedden (Nijmegen, 31 december 1852 - Nijmegen, 1 oktober 1929) was een Nederlandse generaal-majoor in het KNIL, ridder in de Militaire Willems-Orde, bezitter van de Eresabel. 

## Militaire loopbaan
Van der Wedden nam net als zijn broer Hendrik Pieter Martinus Willem van der Wedden dienst in het KNIL. In 1871 nam hij dienst bij het 2e regiment infanterie. Na zijn benoeming tot 2e luitenant vertrok hij in 1876 naar Batavia waar hij 9 januari 1877 aankwam. In dat jaar werd hij overgeplaatst naar Atjeh. Van 1877 tot 1881 nam hij daar deel aan de krijgsverrichtingen. Van april 1882 - april 1885 was hij wegens ziekte - inmiddels bevorderd tot 1e luitenant - in Europa. Van 1891 tot 1894 was hij weer met ziekteverlof in Europa, nu als kapitein. Terug in Indië werd hij 27 maart 1896 overgeplaatst bij het garnizoens-bataljon van Atjeh en trad hij aan als postcommandant te Biloel. Vandaar nam hij deel aan de eerste tocht naar Selimoen en bezettingen van de Moekims XXVI en XXII, 6-11 september 1896 met het 3e Bataljon Infanterie.
Herhaaldelijk wist hij zich door moedig gedrag tijdens de krijgsverrichtingen in Atjeh te onderscheiden: hij ontving het Ereteken voor Belangrijke Krijgsbedrijven Atjeh 1873-1882 en het Ereteken voor Belangrijke Krijgsbedrijven Atjeh 1896-1900. Voor langdurig Nederlands dienst als officier volgde zijn benoeming tot ridder 4e klas Militaire Willems-Orde (Koninklijk Besluit 24 mei 1897, nr 59) en later zijn bevordering tot ridder 3e klas Militaire Willems-Orde (Koninklijk Besluit 28 september 1899, nr 43). Bij Koninklijk Besluit van 13 juli 1900, nr 29, ontving hij het Eresabel. Later volgde nog zijn benoeming tot Officier in de orde van Oranje-Nassau (Koninklijk Besluit 26 februari 1902, nr 24). Na zijn pensionering op 16 januari 1907 kreeg hij de titulaire rang van generaal-majoor bij Koninklijk Besluit van 28-8-1907, nr 4.

## Leven in Nijmegen
Tijdens een van zijn verloven in Nederland heeft hij, logerend in hotel Klein-Berg-en-Dal, bij wijze van tijdverdrijf een trap gegraven bovenaan het pleintje bij de Holleweg en de Van Randwijckweg in Beek (Ubbergen). Deze is later opgeknapt en de 'generaalstrap' genoemd, maar is nu nagenoeg verdwenen.
Peter Hermanus overleed op 1 oktober 1929 en ligt begraven op de begraafplaats Rustoord (Nijmegen) in hetzelfde graf als zijn broer Hendrik Pieter Martinus Willem van der Wedden.